# Luton Town Football Club 2017-2018
Questa voce raccoglie le informazioni riguardanti il Luton Town Football Club nelle competizioni ufficiali della stagione 2017-2018.

## Rosa
| N. |                        | Ruolo | Calciatore                |
| -- | ---------------------- | ----- | ------------------------- |
| 1  | Rep. Ceca (bandiera)   | P     | Marek Štěch               |
| 2  | Inghilterra (bandiera) | D     | James Justin              |
| 3  | Inghilterra (bandiera) | D     | Dan Potts                 |
| 4  | Irlanda (bandiera)     | D     | Alan McCormack            |
| 5  | Inghilterra (bandiera) | D     | Johnny Mullins            |
| 6  | Scozia (bandiera)      | D     | Scott Cuthbert (capitano) |
| 7  | Inghilterra (bandiera) | C     | Jack Stacey               |
| 8  | Inghilterra (bandiera) | C     | Olly Lee                  |
| 9  | Inghilterra (bandiera) | A     | Danny Hylton              |
| 10 | Inghilterra (bandiera) | A     | Jordan Cook               |
| 11 | Scozia (bandiera)      | C     | Andrew Shinnie            |
| 14 | Inghilterra (bandiera) | A     | Harry Cornick             |
| 15 | Inghilterra (bandiera) | C     | Jake Jervis               |
| 16 | Irlanda (bandiera)     | D     | Glen Rea                  |
| 17 | Inghilterra (bandiera) | C     | Pelly Ruddock             |

| N. |                        | Ruolo | Calciatore    |
| -- | ---------------------- | ----- | ------------- |
| 18 | Inghilterra (bandiera) | C     | Luke Berry    |
| 19 | Irlanda (bandiera)     | A     | James Collins |
| 20 | Inghilterra (bandiera) | C     | Flynn Downes  |
| 21 | Inghilterra (bandiera) | D     | Jack Senior   |
| 22 | Malta (bandiera)       | C     | Luke Gambin   |
| 24 | Inghilterra (bandiera) | C     | Lawson D'Ath  |
| 27 | Inghilterra (bandiera) | A     | Aaron Jarvis  |
| 28 | Inghilterra (bandiera) | D     | Lloyd Jones   |
| 33 | Inghilterra (bandiera) | D     | Kavan Cotter  |
| 35 | Inghilterra (bandiera) | D     | Arthur Read   |
| 36 | Inghilterra (bandiera) | P     | James Shea    |
| 38 | Inghilterra (bandiera) | A     | Elliot Lee    |
| 39 | Inghilterra (bandiera) | D     | Akin Famewo   |
| 40 | Inghilterra (bandiera) | P     | Harry Isted   |
| 44 | Irlanda (bandiera)     | D     | Alan Sheehan  |